# Frabosa Soprana
Frabosa Soprana (en occitano Frabouza Soubrana, en piamontés Frabosa dë Dzora) es un municipio italiano de 822 habitantes, de la provincia de Cuneo, región del Piamonte, ubicada a unos 90 kilómetros al sur de Turín y alrededor de 25 km al sureste de la capital de la provincia.
Frabosa Soprana limita con los siguientes municipios: Frabosa Sottana, Magliano Alpi, Monastero di Vasco, Montaldo di Mondovì, Ormea, y Roburent.

## Geografía
Situada en las pendientes del Monte Moro, se encuentra a una cota de 900 m s. n. m. cerca entre el valle de Maudagna y el valle de Corsaglia. Cerca se encuentra la turística gruta de Bossea. Es una localidad dedicada al esquí.

## Evolución demográfica
| Gráfica de evolución demográfica de Frabosa Soprana entre 1861 y 2001 |
|                                                                       |
| Fuente ISTAT - elaboración gráfica de Wikipedia                       |

- Datos: Q20056
- Multimedia: Frabosa Soprana / Q20056

1. ↑  Worldpostalcodes.org, código postal n.º 12082.
2. ↑  «Codici Catastali». Comuni-italiani.it (en italiano). Consultado el 29 de abril de 2017.